# 松果腺細胞
松果腺細胞（pinealocyte）是松果腺最主要的細胞，負責製造和分泌褪黑素。
松果腺細胞有一個細胞器叫作突觸帶（synaptic ribbon），這被認為是松果腺細胞一個特別的標誌。松果腺細胞的大量酵素包含了用來將血清張力素轉換成褪黑素的5-羥色胺N-乙醯轉換酶與5-羥氧吲哚-O-甲基轉移酶。
松果腺細胞分泌褪黑素經由像神經元軸索的長細胞質突起才進到微血管中。而褪黑素的分泌受到來自頸上神經節的交感神經分佈所刺激。松果腺細胞也有較短的細胞質突起，藉由胞橋小體與間隙連接連結到其他鄰近的松果體細胞。
松果體細胞有大型形狀不規則的細胞核，具有明顯的核仁在裡面。

## 外部連結
- Histology at BU 14402loa （页面存档备份，存于）